# Литвинчук Жанна Григорівна
Жанна Григорівна Литвинчук (нар. 13 серпня 1943, Дворище, Житомирська область, Українська РСР, СРСР) — радянська і українська музейна працівниця, завідувачка музеєм «Андріївська церква», заслужений працівник культури України (1998).

## Життєпис
Народилася 13 серпня 1943 року у селі Дворище Житомирської області. Навчалася в Київському університеті, який закінчила у 1968 році. Того ж року почала працювати у Національному заповіднику «Софія Київська».
У 1969 році отримала вчене звання старшого наукового співробітника, у 1977 році очолила музей «Андріївська церква», де працює понад 46 років.
Сферою наукових досліджень Литвинчук та науково і науково-популярних матеріалів є Андріївська церква, займається популяризацією, охороною та реставрацією цієї пам'ятки архітектури XVIII століття.